# Jean Baptiste Perrin
Jean Baptiste Perrin ForMemRS (Lille, 30 de setembro de 1870 — Nova Iorque, 17 de abril de 1942) foi um físico francês. Recebeu em 1926 o Nobel de Física, por estudos sobre a estrutura descontínua da matéria e, em especial, pela descoberta do equilíbrio na sedimentação. Participou da 1ª, 3ª e 7ª Conferência de Solvay.

## Pesquisa e realizações
Em 1895, Perrin mostrou que os raios catódicos eram de carga elétrica negativa na natureza. Ele determinou o número de Avogadro (agora conhecido como constante de Avogadro) por vários métodos. Ele explicou que a energia solar é devida às reações termonucleares do hidrogênio.
Depois de Albert Einstein publicou (1905) sua explicação teórica do movimento browniano em termos de átomos, Perrin fez o trabalho experimental para testar e verificar as previsões de Einstein, estabelecendo-se, assim, a disputa de um século sobre a teoria atômica de John Dalton. Carl Benedicks argumentou que Perrin deveria receber o Prêmio Nobel de Física; Perrin recebeu o prêmio em 1926 por este e outros trabalhos sobre a estrutura descontínua da matéria, que pôs um fim definitivo à longa luta em relação à questão da realidade física das moléculas.
Perrin foi autor de vários livros e dissertações. As mais notáveis de suas publicações foram: "Rayons cathodiques et rayons X"; "Les Principes"; “Eletrização de contato”; "Réalité moléculaire"; "Matière et Lumière"; "Lumière et Reaction chimique".
Em 1919, Perrin propôs que as reações nucleares podem fornecer a fonte de energia nas estrelas. Ele percebeu que a massa de um átomo de hélio é menor que a de quatro átomos de hidrogênio, e que a equivalência massa-energia de Einstein implica que a fusão nuclear (4H → He) poderia liberar energia suficiente para fazer estrelas brilharem por bilhões de anos. Uma teoria semelhante foi proposta pela primeira vez pelo químico americano William Draper Harkins em 1915. Restou para Hans Bethe e Carl Friedrich von Weizsäcker determinar o mecanismo detalhado da nucleossíntese estelar durante os anos 1930.
Em 1927, fundou o Institut de Biologie Physico-Chimique junto com o químico André Job e o fisiologista André Mayer. O financiamento foi fornecido por Edmond James de Rothschild. Em 1937, Perrin fundou o Palais de la Découverte, um museu de ciências em Paris.
Perrin é considerado o pai fundador do Centro Nacional de Pesquisa Científica (Centre National de la Recherche Scientifique (CNRS)). Após uma petição de Perrin assinada por mais de 80 cientistas, entre eles oito ganhadores do Prêmio Nobel, o ministro da educação francês criou o Conseil Supérieur de la Recherche Scientifique (Conselho Nacional de Pesquisa da França) em abril de 1933. Em 1936, Perrin, agora subsecretário da investigação, fundou o Service Central de la Recherche Scientifique (Agência Central Francesa de Investigação Científica). Ambas as instituições foram fundidas sob o guarda-chuva do CNRS em 19 de outubro de 1939.
Seus alunos notáveis incluem Pierre Victor Auger. Jean Perrin era o pai de Francis Perrin, também físico.

## Obras

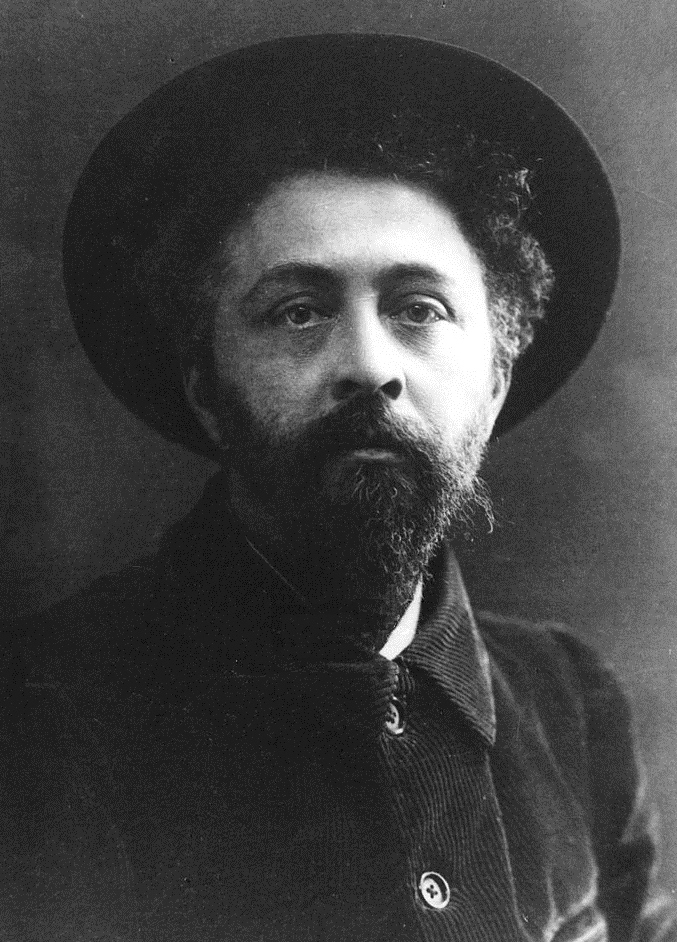
Jean Perrin in 1908

- Les Principes. Exposé de thermodynamique (1901)/Principles of thermodynamics
- Traité de chimie physique. Les principes (1903)/Physical chemistry principles
- Les Preuves de la réalité moléculaire (1911)/Evidences of molecular reality
- Les Atomes (1913)/The Atoms
- Matière et lumière (1919)/Matter and light
- En l'honneur de Madame Pierre Curie et de la découverte du Radium (1922)/ In honor of Mrs Pierre Curie and the discovery of Radium
- Les Éléments de la physique (1929)/Elements of physics
- L'Orientation actuelle des sciences (1930)/Current orientation of sciences
- Les Formes chimiques de transition (1931)/Transition chemical forms
- La Recherche scientifique (1933)/Scientific research
- Cours de chimie. 1ère partie. Chimie générale et métalloïdes (1935)/ Chemistry courses: general chemistry and metalloids
- Grains de matière et grains de lumière (1935)/Grains of matter and grains of light
  - Existence des grains/Existence of grains
  - Structure des atomes/Structure of atoms
  - Noyaux des atomes/Kernels of atoms
  - Transmutations provoquées/Induced transmutations
- Paul Painlevé: l'homme (1936)/Paul Painlevé: the man
- L'Organisation de la recherche scientifique en France (1938)/The organisation of scientific research in France
- À la surface des choses (1940-1941)/At the surface of things
  - Masse et gravitation (1940)/Mass and gravitation
  - Lumière (1940)/Light
  - Espace et temps (1940)/Space and time
  - Forces et travail (1940)/Forces and work
  - Relativité (1941)/Relativity
  - Électricité (1941)/Electricity
  - L'énergie (1941)/Energy
  - Évolution (1941)/Evolution
- L'Âme de la France éternelle (1942)/The soul of eternal France
- Pour la Libération (1942)/For Liberation
- La Science et l'Espérance (1948)/Science and hope
- Oeuvres scientifiques de Jean Perrin (1950)/Scientific works of Jean Perrin